# Way of life
《way of life》는 2007년 12월 12일 발매한 V6의 32번째의 싱글이다.

## 설명
- 전작 《ジャスミン／Rainbow》로부터 약 7개월만의 싱글 발매이다.
- 초회한정반A (CD+DVD)·초회한정반B (CD+특전CD)·통상반 (CD)으로 총 3가지 타입으로 발매한다.
- 멤버 오카다 준이치 주연의 텔레비전 드라마 《SP》주제가.《FNS 가요제》,《MUSIC STATION》등에서 프로모션을 하였다.
- 《UTAO-UTAO》부터 일곱 음반 연속, 통상으로는 19개 음반이 오리콘 주간 차트에서 1위를 획득했다. 또 초동[1]만으로 전작의 누계[2]를 웃돌았다.
- PV는 일본 이바라키현 카사마시의 한 채석장에서 촬영 되었다. 이동 시간, 대기 시간이 너무 길어 실전에는 긴장감이 없었다고 멤버 사카모토 마사유키는 말한 적이 있다.

## 수록곡

### 통상반
1. way of life
  - 작사：Shihomi, 작곡：Hiroo Yamaguchi, 편곡：h-wonder, Chorus Arrangement：Hiroaki Suzuki
  - 후지TV계 드라마 《SP》주제가
  - V6 출연 버라이어티 TBS계 《학교에 가자!MAX》 주제곡
2. リスク
  - 작사：Shin Furuya, 작곡/편곡：Miki Watanabe, Chorus Arrangement：Hiroaki Suzuki
  - 후지TV계 《VVV6 도쿄 V슈란 2》 주제곡
3. You Know?
  - 작사：KOMU, 작곡：Hiroyuki Fujino, 편곡：YU

### 초회한정반A
1. way of life
2. リスク

DVD
1. way of life Live Clip
2. way of life Document Clip

### 초회한정반B
1. way of life
2. リスク
3. Liar
  - 작사：Tagata Mikiko, 작곡：Hirofumi Hibino, 편곡：Yasutaka Kume, Chorus Arrangement：Hiroaki Suzuki

특전CD
- way of life를 7가지 버전으로 수록

1. way of life 20th Century Version
2. way of life Coming Century Version
3. way of life -Piano Version-
4. way of life -Orchestra Version-
5. way of life -BREAKBEATS Version-
6. way of life -TV EDIT Version-
7. way of life -instrumental-